# 그레이시 (음악 그룹)
그레이시는 대한민국의 전 걸그룹이다. 2017년 싱글 앨범 [쟈니 고고]로 데뷔했다.

## 음반
- 쟈니고고 (Johnny GoGo) (2017)
- Remind (2018)
- 캔디 (2019)
- Bravo My Trip (2019)
- SHINING MOMENT (2021)
- G-reyish - 1st Mini Album “M” (2021)
- 숨;(Blood Night) Oriental ver. (2021)

## 공연
- MUCON 2017 (2017)
- 팬덤스쿨 2017 코리아 뮤직 페스티벌 (2017)
- 케이스타 2018 코리아 뮤직 페스티벌 (2018)
- G-reyish Story (2019)
- 2019 PAMF 팝켓 아시아뮤직페스티벌 (2019)
- MU:CON 2019 (2019)
- 걸그룹 그레이시 팬콘서트 (2019)
- G-reyish ONTACT LIVE 2021 (2021)